# Semen Holszański

Das Adelswappen der Familie Holszański

Semen Jurijewitsch Holszański (* um 1450; † 1505) war ein litauischer Fürst aus dem Haus Holszański, Großhetman von Litauen und Wojewode von Nowogródek in den Jahren 1500–1501, außerdem Starost von Sluzk und Marschall von Wolhynien. Er wurde als Sohn von Fürst Jurij Holszański und der Julianna geboren.

## Leben
Anfangs war Holszański Starost von Sluzk (ab 1490) und Marschall von Wolhynien (ab 1494). Er bekam vom litauischen Großfürsten 1500, nach der litauischen Niederlage an der Wedroscha gegen das Großfürstentum Moskau, die Würde eines Großhetmans von Litauen verliehen (der bisherige Großhetman und sein zukünftiger Schwiegersohn Fürst Konstantin Iwanowitsch Ostroschski verlor diese, als er nach der Schlacht in die russische Gefangenschaft geraten war) und die Herrschaft über die Wojewodschaft Nowogródek (von Iwan Litawor Chrebtowitsch). Beide Staatsämter behielt er allerdings nur für etwa ein Jahr.

## Ehe und Nachkommen
Holszański war mit Anastazja Holszańska, geborene Zbaraska, verheiratet und hatte mit ihr eine Tochter: 
- Anna Tatjana Holszańska († nach 1510), verheiratet um 1509 mit Fürst Konstantin Iwanowitsch Ostroschski;